# Шурино (Амурская область)
Шу́рино — село в Михайловском районе Амурской области, Россия.
Входит в Дубовской сельсовет.

## География
Село Шурино расположено к северу от районного центра Поярково.
Село Шурино стоит в 2 км восточнее автомобильной дороги областного значения Поярково — Завитинск.
Через село проходит железнодорожная линия Завитая — Поярково.
Расстояние до Поярково — 26 км, расстояние до административного центра Дубовского сельсовета села Дубовое — 18 км.

## Население
| 2002 | 2010 | 2012 | 2013 | 2014 | 2015 | 2016 |
| ---- | ---- | ---- | ---- | ---- | ---- | ---- |
| 155  | ↘98  | ↘90  | →90  | ↘87  | ↘82  | ↘81  |
| 2017 | 2018 |      |      |      |      |      |
| ↘76  | ↘74  |      |      |      |      |      |

## Инфраструктура
Станция Сухуша Забайкальской железной дороги.